# Alienoid
Az Alienoid (hangul: 외계+인 1부, Ögje+in 1bu, RR: Oegye+in 1bu; „Földönkívüli+ember 1. rész”) 2022-ben bemutatott dél-koreai sci-fi fantasy akciófilm, melyet Cshö Donghun (Choi Donghun) rendezett. A főbb szerepekben Rju Dzsunjol (Ryu Junyeol), Kim Theri (Kim Taeri), Kim Ubin (Kim Woobin) és Szo Dzsiszop (So Jiseob) láthatók. A film alaptörténete szerint idegenek érkeznek a földre, és megnyílik egy idősík a középkori koreai Korjo (Goryeo) állam és a mai Dél-Korea között. Magyarországon 2022. szeptember 8-án mutatták be a mozik, szinkronosan és felirattal is.
A második rész Alienoid: The Return to the Future címmel 2024. január 10-én kerül a koreai mozikba.

## Cselekmény
Egy földönkívüli faj börtönnek használja a Földet, az Őr nevű robot dolga őrizni a foglyokat, szökés esetén pedig befogni őket. Társa egy mesterséges intelligencia, Villám. Az egyik fogoly szökésénél a Korjo (Goryeo) korból Villám magával hoz egy elárvult csecsemőt, akit az Őrrel együtt nevelnek fel. Egy különösen kegyetlen földönkívüli bűnöző szökése azonban nem csak a mai Dél-Koreát, de a múltbéli Korjo (Goryeo) világát is halálos veszélybe sodorja.

## Szereposztás
- Rju Dzsunjol (Ryu Junyeol) mint Muruk (Mureuk)
- Kim Ubin (Kim Woobin) mint Őr
- Kim Theri (Kim Taeri) mint I An (Lee An)
  - Cshö Juri (Choi Yuri) mint fiatal I An (Lee An)
- Szo Dzsiszop (So Jiseob) mint Mun Doszok (Mun Do-seok) nyomozó
- Jom Dzsonga (Yeom Jeonga) mint Hukszol (Heugseol) (a magyar szinkronban: Fekete asszony)
- Cso Udzsin (Jo Woo-jin) mint Cshongun (Cheong-woon) (a magyar szinkronban: Kék úr)
- Kim Iszong (Kim Eui-sung) mint Csadzsang (Jajang)
- I Hani (Lee Hanui) mint Min Gein (Min Gae-in)
- Sin Dzsonggun (Shin Jeonggeun) mint Jobb Mancs
- I Sihun (Lee Si-hoon) mint Bal Mancs
- Ju Dzsemjong (Yoo Jaemyeong) mint Hjongam (Hyeongam) (a magyar szinkronban: Hjun mester)

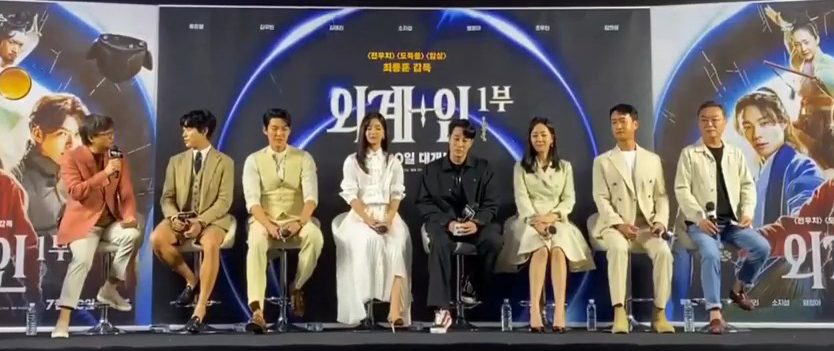
A stáb és a rendező a film egyik bemutatóján Szöulban

- Kim Demjong (Kim Daemyeong) mint Villám hangja

## Gyártás
A film narratívájának hossza és bonyolultsága miatt Cshö Donghun (Choi Donghun) két és fél évet dolgozott a forgatókönyvön. Az előkészületek egy évig tartottak, a forgatás pedig 13 hónapig. A rendezőnek konkrét elképzelése volt a színészekről és meg is lepődött, amikor mindenki elfogadta a felkérést.
Az első és második részt egyszerre forgatták le, a munkálatok 2020 márciusában kezdődtek és 2021 áprilisában értek véget. A forgatás helyszíne az észak-kjongszang (gyeongsang)i Andong volt.

## Kritikai fogadtatás
Dél-Koreában vegyes fogadtatásban részesült a film, egyesek dicsérték a különleges világképet, mások rámutattak, hogy a rengeteg szereplő és a sok különféle elem keveredése összezavarhatja a nézőket. A nézők egy része azonban értékelte a rendező kísérletét valami új létrehozására.
A rogerebert.com filmkritikusa szerint a film ugyan rendkívül zsúfolt, a rendező mégis jól zsonglőrködik a levegőben tartott tányérokkal. „Az Alienoid egyik fő varázsa az, hogy Cshö (Choi) mennyi mindent megtesz azért, hogy az ismerős (azaz: amerikai) sci-fi sablonokat bevezesse egy látványosan koreai elbeszélésbe.” Dicsérte a színészek játékát, az emberi gesztusokra, mozgáskoordinációra építkezést: „Még Kim Ubin (Kim Woo-bin) is többet tesz összeszorított ajkaival és karót nyelt testtartásával, mint a legtöbb főszereplő a teljes MCU fázisban.”
A Telex.hu szerint „hiába szedték szinte minden elemét ismert amerikai akciófilmekből, és hiába hagyja figyelmen kívül az egységes hangulatot és a tempót, a kíméletlenül nyers szórakoztató ereje miatt még mindig olyan az Alienoid, amit olyan sok mindenhez nem lehet hasonlítani a magyar mozik kínálatából. Minden Marvel-film és sorozat egyszerre – de akkor sem vagyunk még a közelében sem.”
A film Koreában bukásnak számít bevétel szempontjából, mivel a magas gyártási költség megtérüléséhez mintegy hétmillió nézőnek kellett volna beülnie a filmre, azonban csak 1,4 millióan nézték meg.